# René Hofman
René Hofman (* 8. März 1961 in Heerlen) ist ein niederländischer ehemaliger Fußballspieler. Er war in der Eredivisie für Roda JC, Feyenoord und Fortuna Sittard aktiv und machte ein Länderspiel für die Niederlande.

## Vereinskarriere
Hofman begann seine Laufbahn beim KEV in seiner Heimatstadt Heerlen. Sein Profidebüt in der Eredivisie gab er in der Saison 1979/80 bei Roda JC. Der meist als Rechtsaußen eingesetzte Angreifer avancierte als engagierter Vorlagengeber innerhalb der folgenden zwei Jahre zum Stammspieler. Insgesamt war er zehn Jahre in Kerkrade aktiv, unterbrochen durch drei Spielzeiten bei Feyenoord von 1986 bis 1989, wohin ihn Trainer Rinus Israël lockte, der ihn unbedingt in seiner Mannschaft haben wollte, mit dem er aber gar nicht zurechtkam. Dennoch erzielte er in drei Jahren insgesamt 33 Tore für Feyenoord, 14 davon sowie elf Torvorlagen in seiner ersten Saison. Nach seiner Rückkehr spielte er bis 1992 bei Roda, ehe er zum Limburger Rivalen nach Sittard wechselte. Mit den Fortunen stieg er 1993 ab und ließ dort anschließend mit einer Saison in der Eerste Divisie seine Laufbahn ausklingen. Insgesamt kam er zu 389 Einsätzen in der Ehrendivision, dabei erzielte er 97 Tore. Zwölfmal spielte er mit Roda und Feyenoord im UEFA-Pokal; sein einziger Treffer in diesem Wettbewerb, am 1. Oktober 1986 in der 84. Minute des Rückspiels der ersten Runde 1986/87 zum 2:0 gegen den MSC Pécs, bewahrte die Rotterdamer vor einer Verlängerung und dem möglichen frühen Ausscheiden.

## Nationalmannschaft
Hofman wurde schon im November 1982 mit 21 Jahren von Bondscoach Kees Rijvers in den Kreis der Nationalmannschaft berufen. Beim Freundschaftsspiel gegen Frankreich, in dem Torhüter Edward Metgod und Jan Wouters ihr Debüt in Oranje gaben, musste er noch 90 Minuten auf der Ersatzbank verweilen. Zu seiner eigenen Verwunderung stand er jedoch sechs Wochen später in der Startformation, als die Niederlande am 19. Dezember 1982 in der EM-Qualifikation gegen Malta antraten. Die Malteser hatten ihr Heimspiel nach Deutschland an den Aachener Tivoli verlegt, nur wenige Kilometer von der niederländischen Grenze und von Hofmans Heimatstadt Heerlen entfernt. Das Spiel lockte 17.000 vornehmlich niederländische Zuschauer nach Aachen – so viele hatten nie zuvor ein „Heimspiel“ der Malteser verfolgt. Unter Leitung des deutschen Schiedsrichters Dieter Pauly gewannen die Niederlande 6:0. Hofman war mit seinem Auftritt selbst nicht zufrieden; weder erzielte er ein Tor noch konnte er eine Torvorlage geben. Rijvers wechselte ihn und Gerald Vanenburg nach 66 Minuten beim Stand von 5:0 aus, für sie kamen Ruud Gullit und Jurrie Koolhof. Dass er danach keine Chance mehr in der Nationalmannschaft bekam, fand Hofmann rückblickend befremdlich. „Mit 30 habe ich viel besser gespielt als damals, als ich noch gelernt habe,“ sagte er im März 2009. Sein Oranje-Trikot hat er übrigens nach dem Spiel nicht getauscht. Es liegt – wie jeweils ein Shirt der Vereine, für die er gespielt hat – noch immer bei ihm daheim im Schrank.

## Nach der aktiven Zeit
Nach dem Ende seiner Spielerlaufbahn trainierte Hofman verschiedene niederklassige Amateurvereine. Er arbeitet als Sportlehrer für Menschen mit geistiger Behinderung.